# الحوكمة السريرية
الحوكمة السريرية هي نهج منظم للحفاظ على جودة رعاية المرضى وتحسينها داخل الخدمة الصحية الوطنية (NHS) والرعاية الصحية في القطاع الخاص. أصبحت الإدارة السريرية مهمة في مجال الرعاية الصحية بعد فضيحة القلب في بريستول في عام 1995، والتي كشف خلالها طبيب التخدير، الدكتور ستيفن بولسين، عن ارتفاع معدل الوفيات في جراحة القلب للأطفال في مستشفى بريستول الملكي. تم وضعه في الأصل داخل خدمة الصحة الوطنية في المملكة المتحدة (NHS)، ويصفه تعريفه الرسمي الأكثر استشهادًا على نطاق واسع على النحو التالي:
إطار تكون من خلاله مؤسسات هيئة الخدمات الصحية الوطنية مسؤولة عن التحسين المستمر لجودة خدماتها والحفاظ على مستويات عالية من الرعاية من خلال خلق بيئة يزدهر فيها التميز في الرعاية السريرية.
يهدف هذا التعريف إلى تجسيد ثلاث سمات رئيسية: معايير رعاية عالية يمكن التعرف عليها، وشفافية المسؤولية والمساءلة عن تلك المعايير، وديناميكية مستمرة للتحسين.
هذا المفهوم له بعض أوجه التشابه مع حوكمة الشركات المعروفة على نطاق واسع، حيث أنه يتناول تلك الهياكل والأنظمة والعمليات التي تضمن الجودة والمساءلة والإدارة السليمة لتشغيل المنظمة وتقديم الخدمات. ومع ذلك، لا تنطبق الحوكمة السريرية إلا على منظمات الرعاية الصحية والاجتماعية، وفقط تلك الجوانب من هذه المنظمات التي تتعلق بتقديم الرعاية للمرضى ومقدمي الرعاية لهم؛ ولا تهتم بالعمليات التجارية الأخرى للمنظمة إلا بقدر ما تؤثر على تقديم الرعاية. لقد ظهر مفهوم الحوكمة المتكاملة للإشارة بشكل مشترك إلى حوكمة الشركات وواجبات الحوكمة السريرية لمؤسسات الرعاية الصحية.
قبل عام 1999، كانت المسؤوليات القانونية الرئيسية لمجالس ائتمان هيئة الخدمات الصحية الوطنية في المملكة المتحدة هي ضمان الإدارة المالية السليمة للمنظمة ومستوى مقبول من سلامة المرضى. لم يكن لدى مجالس الائتمان أي واجب قانوني لضمان مستوى معين من الجودة. كان من المفهوم أن الحفاظ على جودة الرعاية وتحسينها هي مسؤولية المهن السريرية ذات الصلة. في عام 1999، تولت المجالس الاستئمانية مسؤولية قانونية عن جودة الرعاية
تساوي في قياسها واجباتها القانونية الأخرى. والحوكمة السريرية هي الآلية التي يتم من خلالها الاضطلاع بهذه المسؤولية.
لا تفرض الحوكمة السريرية أي هيكل أو نظام أو عملية معينة للحفاظ على جودة الرعاية وتحسينها، باستثناء أن المسؤولية المحددة للحوكمة السريرية يجب أن تكون موجودة على مستوى مجلس الثقة، ويجب على كل صندوق إعداد مراجعة سنوية للحوكمة السريرية من أجل تقرير عن جودة الرعاية وصيانتها. علاوة على ذلك، فإن الصندوق وأقسامه السريرية المختلفة ملزمة بتفسير مبدأ الإدارة السريرية إلى هياكل وعمليات وأدوار ومسؤوليات مناسبة محليًا.

## عناصر
تتكون الإدارة السريرية من العناصر التالية على الأقل:
- التعليم والتدريب

- التدقيق السريري

- الفعالية السريرية

- البحث والتطوير

- الانفتاح

- إدارة المخاطر

- إدارة المعلومات

### التعليم والتدريب
ولم يعد من المقبول لأي طبيب الامتناع عن مواصلة التعليم بعد التأهيل - فالكثير مما يتم تعلمه أثناء التدريب يصبح قديمًا بسرعة. في صندوق الخدمة الصحية الوطنية (NHS)، كان التطوير المهني المستمر (CPD) للأطباء هو مسؤولية مجلس الائتمان وكان أيضًا الواجب المهني للأطباء أن يظلوا على اطلاع دائم.

### التدقيق السريري
التدقيق السريري هو مراجعة الأداء السريري، وتحسين الممارسة السريرية نتيجة لذلك، وقياس الأداء مقابل المعايير المتفق عليها - وهي عملية دورية لتحسين جودة الرعاية السريرية. بشكل أو بآخر، كان التدقيق جزءًا من الممارسة السريرية الجيدة لأجيال عديدة. في حين أن التدقيق كان أحد متطلبات موظفي صندوق الخدمة الصحية الوطنية (NHS)، فقد تم تشجيع التدقيق السريري في الرعاية الأولية فقط، حيث كان يجب أن يتنافس وقت التدقيق مع الأولويات الأخرى.

### الفعالية السريرية
الفعالية السريرية هي مقياس لمدى نجاح تدخل معين. يعد هذا الإجراء مفيدًا في حد ذاته، ولكن يتم تعزيز القرارات من خلال النظر في عوامل إضافية، مثل ما إذا كان التدخل مناسبًا وما إذا كان يمثل القيمة مقابل المال. في الخدمة الصحية الحديثة، تحتاج الممارسة السريرية إلى التحسين في ضوء الأدلة الناشئة على الفعالية، ولكن يجب أيضًا أن تأخذ في الاعتبار جوانب الكفاءة والسلامة من منظور المريض الفردي ومقدمي الرعاية في المجتمع الأوسع.

### البحث والتطوير
الممارسة المهنية الجيدة هي السعي دائمًا للتغيير في ضوء الأبحاث المبنية على الأدلة. يمكن أن يكون الفارق الزمني لإدخال مثل هذا التغيير كبيرًا، وبالتالي فإن تقليل الفارق الزمني والمراضة المرتبطة به يتطلب التركيز ليس فقط على إجراء البحوث، ولكن أيضًا على تنفيذ الأبحاث المذكورة بكفاءة. تعد تقنيات مثل التقييم النقدي للأدبيات وإدارة المشاريع وتطوير المبادئ التوجيهية والبروتوكولات واستراتيجيات التنفيذ كلها أدوات لتعزيز تنفيذ ممارسة البحث.

### الانفتاح
يمكن للأداء الضعيف والممارسات السيئة أن تزدهر في كثير من الأحيان خلف الأبواب المغلقة. تعتبر العمليات المفتوحة للتدقيق العام، مع احترام سرية المريض والممارس الفردي، والتي يمكن تبريرها علنًا، جزءًا أساسيًا من ضمان الجودة. يجب أن تكون الإجراءات المفتوحة والمناقشة حول قضايا الحوكمة السريرية سمة من سمات الإطار.
يجب على أي منظمة تقدم رعاية عالية الجودة أن تثبت أنها تلبي احتياجات السكان الذين تخدمهم. يتطلب تقييم الاحتياجات الصحية وفهم مشاكل وتطلعات المجتمع التعاون بين مؤسسات هيئة الخدمات الصحية الوطنية وإدارة الصحة العامة. وتساهم التشريعات في ذلك.
يجمع نظام الإدارة السريرية جميع العناصر التي تسعى إلى تعزيز جودة الرعاية.

### إدارة المخاطر
تتضمن إدارة المخاطر النظر في المكونات التالية:
المخاطر التي يتعرض لها المرضى: يمكن أن يساعد الامتثال للوائح القانونية في تقليل المخاطر التي يتعرض لها المرضى. بالإضافة إلى ذلك، يمكن تقليل المخاطر التي يتعرض لها المرضى من خلال ضمان مراجعة الأنظمة واستجوابها بانتظام - على سبيل المثال، من خلال تدقيق الأحداث الحرجة والتعلم من الشكاوى. تعد المعايير الأخلاقية الطبية أيضًا عاملاً رئيسيًا في الحفاظ على سلامة المرضى والسلامة العامة ورفاهيتهم.
المخاطر التي يتعرض لها الممارسون: ضمان تحصين المتخصصين في الرعاية الصحية ضد الأمراض المعدية، والعمل في بيئة آمنة (مثل السلامة في وحدات الصحة العقلية الحادة، وتعزيز ثقافة مكافحة التحرش) وبقائهم على اطلاع دائم بأجزاء مهمة من ضمان الجودة. علاوة على ذلك، يعد إبقاء متخصصي الرعاية الصحية على اطلاع دائم بالمبادئ التوجيهية مثل السلامة من الحرائق ودعم الحياة الأساسي (BLS) وتحديثات الثقة المحلية أمرًا مهمًا أيضًا، ويمكن أن تكون هذه التحديثات سنويًا أو أكثر تكرارًا اعتمادًا على تصنيف المخاطر.
المخاطر التي تتعرض لها المنظمة: تمثل الجودة الرديئة تهديدًا لأي منظمة. بالإضافة إلى الحد من المخاطر التي يتعرض لها المرضى والممارسون، تحتاج المؤسسات إلى تقليل المخاطر الخاصة بها من خلال ضمان ممارسات توظيف عالية الجودة (بما في ذلك الإجراءات المحلية ومراجعات أداء الأفراد والفرق)، وبيئة آمنة (بما في ذلك العقارات والخصوصية)، وسياسات مصممة بشكل جيد على المشاركة العامة.
وقد تكون الموازنة بين عناصر المخاطر هذه فكرة مثالية يصعب تحقيقها عملياً. توصلت الأبحاث الحديثة التي أجراها فيشر وزملاؤه في جامعة أكسفورد إلى أن التوترات بين مخاطر لدرجة الأولى(المبنية على الرعاية السريرية) ومخاطرالدرجة الثانية (المعتمدة على السمعة التنظيمية) يمكن أن تنتج تناقضات وصراعات غير مقصودة، وقد تؤدي حتى إلى التعجيل بتنظيم الأزمة.

### إدارة المعلومات
إدارة المعلومات في مجال الصحة: سجلات المرضى (المعلومات الديموغرافية والاجتماعية والاقتصادية والسريرية) والجمع السليم وإدارة واستخدام المعلومات داخل أنظمة الرعاية الصحية ستحدد مدى فعالية النظام في اكتشاف المشكلات الصحية وتحديد الأولويات وتحديد الحلول المبتكرة وتخصيص الموارد لتحسين النتائج الصحية.

## التطبيق في الميدان
إذا كان للحوكمة السريرية أن تعمل بشكل فعال كنهج منظم للحفاظ على جودة رعاية المرضى وتحسينها داخل النظام الصحي، فإنها تحتاج إلى مناصرين. كما يتطلب وجود أنظمة وأشخاص لتعزيزه وتطويره.
وقد وجد النظام مؤيدين خارج المملكة المتحدة. تعتمد مجموعة اعتماد المستشفيات البريطانية غير الهادفة للربح، خطة اعتماد ترينت، نظامها على الإدارة السريرية لهيئة الخدمات الصحية الوطنية، وتطبقه على المستشفيات في هونغ كونغ ومالطا. وفي الخدمة الصحية الوطنية الإسبانية أيضًا، تم تنفيذ العديد من التجارب، مثل تلك الموجودة في الأندلس وأستورياس.

## الملاحظات
1. ↑  Scally and Donaldson, 1998.
2. ↑  Fischer, Michael Daniel; Ferlie, Ewan (2013). "مقاومة التهجين بين أنماط إدارة المخاطر السريرية: التناقض، والتنافس، وإنتاج الصراع المستعصي". المحاسبة والمنظمات والمجتمع". Accounting, Organizations and Society (بالإنجليزية). 38 (1): 30–49. DOI:10.1016/j.aos.2012.11.002. Archived from the original on 2023-11-17.
3. ↑  Fischer, Michael D. (2012). "الاضطراب التنظيمي والمتاعب والصدمات: نظرية انهيار بيئة الصحة العقلية". Organization Studies (بالإنجليزية). 33 (9): 1153–1173. DOI:10.1177/0170840612448155. ISSN:0170-8406. Archived from the original on 2023-11-11.